# Alchipahuac
Alchipahuac är en ort i Mexiko.   Den ligger i kommunen Iliatenco och delstaten Guerrero, i den sydöstra delen av landet, 260 km söder om huvudstaden Mexico City. Alchipahuac ligger 1 431 meter över havet och antalet invånare är 382.
Terrängen runt Alchipahuac är bergig åt nordost, men åt sydväst är den kuperad. Runt Alchipahuac är det ganska glesbefolkat, med 43 invånare per kvadratkilometer. Närmaste större samhälle är Malinaltepec, 19,7 km norr om Alchipahuac. I omgivningarna runt Alchipahuac växer i huvudsak städsegrön lövskog.